# Thetidia volgaria
Thetidia volgaria är en fjärilsart som beskrevs av Achille Guenée 1857. Thetidia volgaria ingår i släktet Thetidia och familjen mätare, Geometridae. En underarter finns listad i Catalogue of Life, Thetidia volgaria mongolica (Staudinger, 1897).